# United States Air Force Basic Military Training
L'entraînement militaire de base de l'armée de l'air américaine (United States Air Force Basic Military Training- BMT ) est un programme de huit semaines d'entraînement physique et de combat nécessaire pour devenir pilote de l'armée de l'air américaine (USAF) ou membre de la Force spatiale américaine. Il se déroule sur la base aérienne de Lackland à San Antonio, au Texas.

## Histoire

### Programme

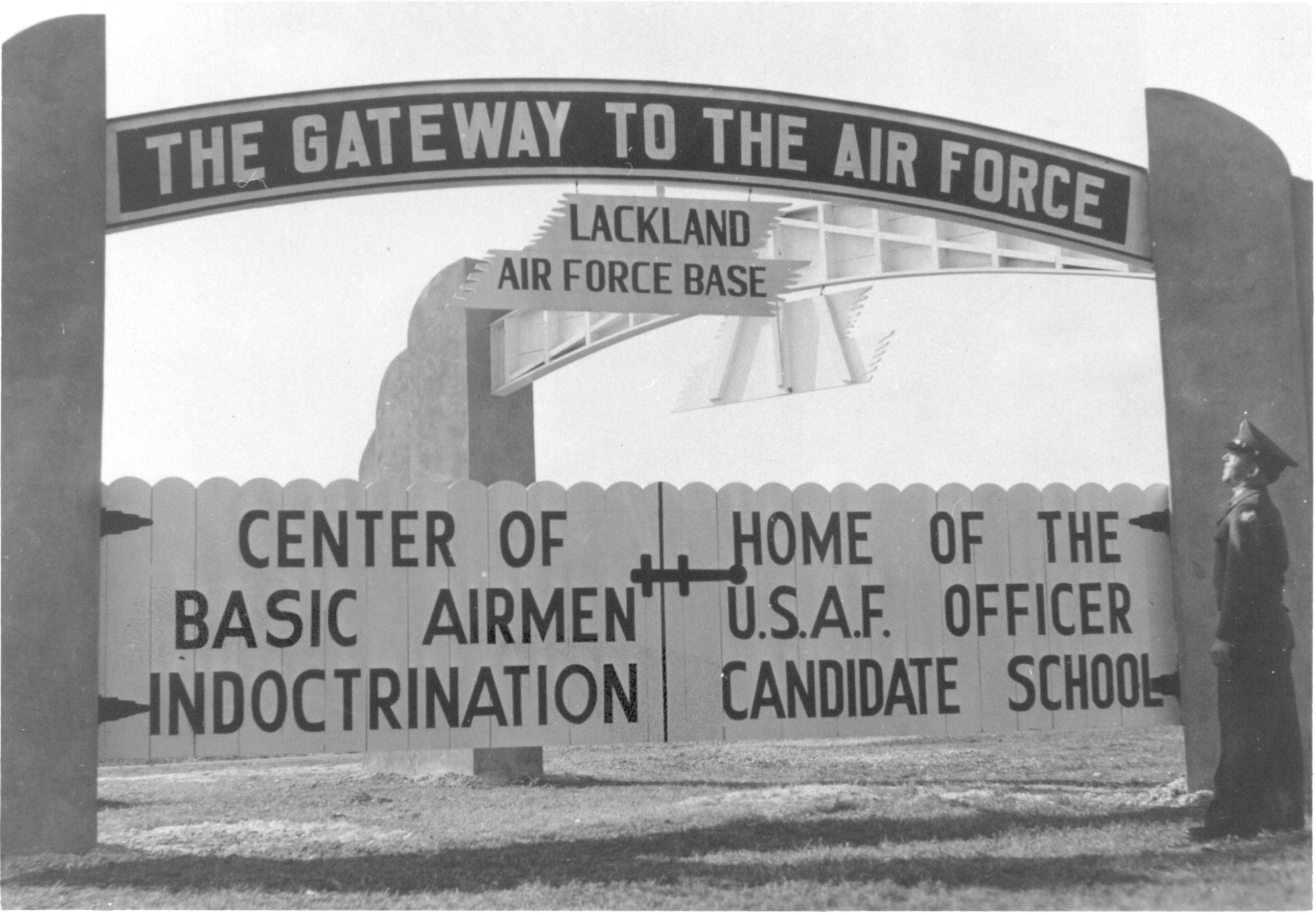
Lackland Air Force Base en 1948.

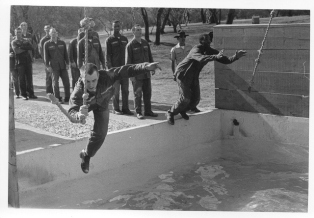
Les stagiaires de l'armée de l'air en 1962.

La base aérienne de Lackland mène le seul programme d'entraînement des recrues de l'armée de l'air, assurant une transition ordonnée de la vie civile à la vie militaire. Les recrues sont formées aux compétences fondamentales nécessaires pour réussir dans l'armée de l'air opérationnelle. Cela comprend les compétences de guerre de base, la discipline militaire, la condition physique, les exercices et les cérémonies, les valeurs fondamentales de l'Armée de l'air et une gamme complète de sujets liés à la vie de l'USAF.
Plus de 7 millions de jeunes hommes et femmes ont suivi la formation militaire de base de l'armée de l'air depuis le 4 février 1946, date à laquelle la mission d'entraînement a été transférée de la base aérienne de Harlingen (en) à Lackland, au Texas. Tout au long de son histoire, le programme BMT de Lackland a été modifié de nombreuses façons pour répondre aux besoins opérationnels de l'Armée de l'air et les récentes mises à jour du programme sont parmi les plus significatives de ses plus de 60 ans d'histoire, avec une refonte de chaque aspect du programme,.
Le 7 novembre 2005, le BMT a modifié son programme d'études pour se concentrer sur un nouveau type d'aviateur — un aviateur qui est un « d'abord un guerrier ». L'objectif est d'inculquer aux stagiaires un état d'esprit guerrier dès le premier jour et de mieux préparer les aviateurs aux réalités de l'armée de l'air opérationnelle.
Les changements résultent de la nécessité de répondre aux besoins actuels et futurs de l'Armée de l'air opérationnelle. En septembre 2004, le 20e comité de révision de l'entraînement militaire de base s'est réuni à Lackland et a recommandé des changements importants dans l'orientation, le programme et le calendrier.
En 2011, il a été révélé qu'un certain nombre d'instructeurs militaires se sont livrés à des relations sexuelles inappropriées et illégales et ont fait des avances à des dizaines de stagiaires féminines. Le scandale a conduit soixante-dix-sept représentants du Congrès à demander une audience pour enquêter sur l'incident. En raison de cet incident, les commandants ont inculqué ce que l'on appelle le concept d'ailier (wingman. Cela signifie qu'aucun stagiaire n'est autorisé à aller quelque part seul sans un autre stagiaire. Cela leur permet de s'occuper les uns des autres et aussi de maintenir un environnement plus sûr pendant l'entraînement de base et lorsque les stagiaires entrent dans l'armée de l'air opérationnelle.

### Instructeur de formation militaire

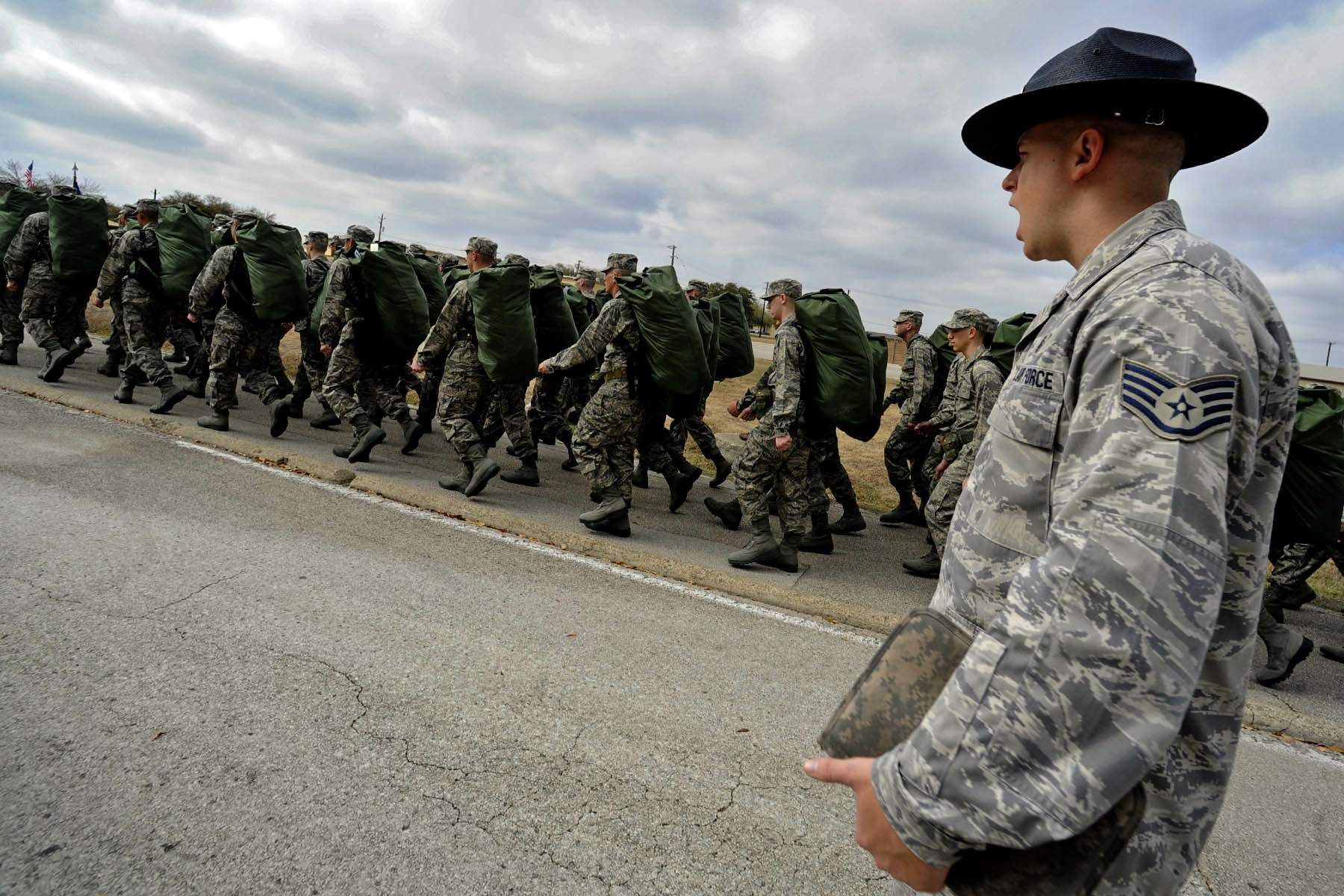
Un instructeur faisant défiler son unité après la distribution des uniformes et du matériel.

Les instructeurs de formation militaire, ou MTI, sont les instructeurs qui sont responsables de la plupart des formations qui ont lieu au BMT. Ils accompagnent les stagiaires tout au long du processus de formation, les instruisant et les corrigeant dans tous les domaines, des procédures correctes de tir d'une arme à la façon correcte de parler à un supérieur. Contrairement aux instructeurs d'exercice du Corps des Marines et aux sergents instructeurs de l'armée, les chapeaux des instructeurs d'entraînement sont bleu foncé au lieu de vert ou marron.

### Régime alimentaire, forme physique et soins médicaux
Avant d'arriver à la formation de base, tous les futurs stagiaires subissent un examen physique effectué par un médecin au poste de traitement des entrées militaires (Military Entrance Processing Command - MEPS) de leur région. Les stagiaires reçoivent leur pesée initiale à leur arrivée à Lackland. Si un stagiaire est en dessous ou au-dessus des normes de taille et de poids, il est placé sous double ration s'il est en sous-poids, ou sous un statut diététique s'il est en surpoids.
Tous les stagiaires reçoivent trois repas par jour, également appelés « chow time ». Ces repas sont servis soit au restaurant (chow hall), soit sous forme de repas prêt à manger pendant la formation sur le terrain. Le temps de repas peut durer 30 minutes ou moins, selon l'ordre d'arrivée du vol au chow hall. Les stagiaires sont tenus de consommer chaque repas pendant au moins 15 minutes. Une grande partie de ce temps peut être consacrée à faire la queue, les stagiaires se présentant dans le chow hall et enlevant et guardant tout équipement transporté.
Les stagiaires qui subissent des blessures ou des maladies qui perturbent leur formation sont transférés au Medical Hold Flight. Une fois qu'ils sont à nouveau en bonne santé, le stagiaire retourne généralement à son escadron d'entraînement précédent entrant dans un programme équivalent dans le cycle d'entraînement qu'il a quitté.